# Den 22. Razzie-Uddeling
Den 22. årlige Golden Raspberry Awards-ceremonien blev afholdt den 23. marts 2002 på Abracadabrateateret i Santa Monica i Californien. Uddelingen fandt sted for at præsentere filmindustriens dårligste bidrag til filmåret 2001. 
Tom Green brød Razzie-traditionen ved selv at møde op for at modtage fem priser personligt. Den komplette liste over nominerede er som følger, hvor «vinderne» er præsentert i fed tekst:

## Værste film
Freddy Got Fingered (20th Century Fox)
Driven (Franchise Pictures/Warner Bros.)
Glitter (20th Century Fox/Columbia Pictures)
Pearl Harbor (Touchstone/Disney)
3000 Miles to Graceland (Franchise Pictures/Warner Bros.)

## Værste skuespiller
Tom Green for Freddy Got Fingered
Ben Affleck for Pearl Harbor
Kevin Costner for 3000 Miles to Graceland
Keanu Reeves for Hardball og Sweet November
John Travolta for Domestic Disturbance og Swordfish

## Værste skuespillerinde
Mariah Carey for Glitter
Penélope Cruz for Captain Corelli's Mandolin og Vanilla Sky
Angelina Jolie for Lara Croft: Tomb Raider og Original Sin
Jennifer Lopez for Angel Eyes og The Wedding Planner
Charlize Theron for Sweet November

## Værste par på skærmen
Tom Green og et hvilket som helst af de dyr han misbruger i Freddy Got Fingered
Ben Affleck og enten Kate Beckinsale i Pearl Harbor eller Josh Hartnett i Pearl Harbor
Mariah Careys utringning i Glitter
Burt Reynolds og Sylvester Stallone i Driven
Kurt Russell og enten Kevin Costner i 3000 Miles to Graceland eller Courteney Cox i 3000 Miles to Graceland

## Værste mandlige birolle
Charlton Heston for Cats & Dogs, Planet of the Apes og Town & Country
Max Beesley for Glitter
Burt Reynolds for Driven
Sylvester Stallone for Driven
Rip Torn for Freddy Got Fingered

## Værste kvindelige birolle
Estella Warren for Driven og Planet of the Apes
Drew Barrymore for Freddy Got Fingered
Courteney Cox for 3000 Miles to Graceland
Julie Hagerty for Freddy Got Fingered
Goldie Hawn for Town & Country

## Værste genindspilning eller opfølger
Planet of the Apes (20th Century Fox)
Crocodile Dundee i Los Angeles (Paramount)
Jurassic Park III (Universal)
Pearl Harbor (Touchstone/Disney)
Sweet November (Warner Bros.)

## Værste instruktør
Tom Green for Freddy Got Fingered
Michael Bay for Pearl Harbor
Peter Chelsom (med Warren Beatty) for Town & Country
Vondie Curtis Hall for Glitter
Renny Harlin for Driven

## Værste manuskript
Tom Green og Derek Harvie for Freddy Got Fingered
Sylvester Stallone, Jan Skrentny og Neal Tabachnick for Driven
Kate Lanier og Cheryl L. West for Glitter
Randall Wallace for Pearl Harbor
Richard Recco og Demian Lichtenstein for 3000 Miles to Graceland